# Демьяненко, Владимир Иванович
Демьяненко Владимир Иванович (3 сентября 1939) — украинский прозаик -документалист, поэт . Член Союза журналистов Украины . Отличник народного образования . Награждён Орденом Дружбы народов .

## Биография
Владимир Демьяненко родился в селе Прелестном Славянского района Донецкой области в 1939 году. После окончания семилетней Прелестненской средней школы поступил в 1954 году в Славянский химико-механический техникум, где получил специальность «техник-технолог». В 1963 году поступил в Горловский отдел Харьковского государственного университета на филологический факультет. В 1966 году перевелся в Донецкий национальный университет, который окончил в 1969 году, имеет квалификацию преподавателя украинского языка и литературы.
В 1970-х годах переехал в Бровары Киевской области .

## Работа
Работал :
- 1961 г. — на Горловском азотно-туковом заводе ;
- 1964 г. — редактором производственно-технической литературы издательства «Донбасс»;
- 1965 г. — редактором газеты «За высокую добычу» Донецкого шахтоуправления № 5;
- 1972 г. — в районной газете «Новая жизнь» (Бровары);
- 1973 г. — в отделе пропаганды и агитации в Броварском горкоме партии;
- 1977 г. — ответственным секретарем газеты «Новая жизнь»;
- 1980 и по сей день — руководит краеведческим кружком и секциями настольного тенниса Броварского городского Дома детского и юношеского творчества. Краеведческий клуб «Следопыт великого подвига», под руководством Владимира Демьяненко, был награждён серебряной и бронзовой медалями на Всесоюзной Выставке достижений народного хозяйства в г. Москва (1985). На базе СОШ№ 2 был создан музей «Детство и юность, обожженные войной», возглавляемый Демьяненко В. И., в 2002 году музей получил почетное звание «Образцовый музей Украины»[1] .

## Творчество
В 60-е годы в студии горловской газеты «Кочегарка» познакомился с Василием Стусом и Леонидом Талалаем .
Основная тема произведений Владимира Демьяненко — дети и война . В первую книгу «Непокоренные шахтерки» вошли истории о малолетних донетчанах — участниках войны, собранные из архивов, газетных публикаций, военкоматов . Книга заканчивалась обращением автора к читателю с просьбой присылать сведения о юных партизанах, подпольщиках, сыновьях полков . Отправленные очерки, воспоминания, документы вошли во вторую книгу «Сыновья полков». Новые сведения поступали уже в клуб «Следопыт великого подвига» и были отражены в следующих книгах.
Вышли в свет книги:
- «Непокоренные шахтерки» (Издательство «Донбасс», 1972) — отмечена премией на литературном конкурсе им. Б. Горбатова;
- «Сыновья полков» (Издательство «Молодежь», 1978);
- «В батальон юных причисляется» (Издательство «Радуга», 1983);
- «Не числом, а умением» (Издательство «Радуга», 1989);
- «Еще задолго до Эльбы» (Издательство «Броварская типография», 2003);
- «Орлята Киевщины» (2010).

## Награды
- 1970 г. — медаль «В ознаменование 100-летия со дня рождения Владимира Ильича Ленина» ;
- 1985 г. — Нагрудный знак «Отличник народного образования» Министерства образования УССР;
- 1986 г. — Орден Дружбы народов ;
- 1988 г. — медаль «Ветеран труда» ;
- 1999 г. — Грамота Киевской ОГА, управление образования за весомый вклад внешкольного образования и патриотическое воспитание молодежи;
- 2003 г. — Грамота исполнительного комитета городского совета за подготовку призёров спортивных соревнований.